# Internationales Jahr der biologischen Vielfalt

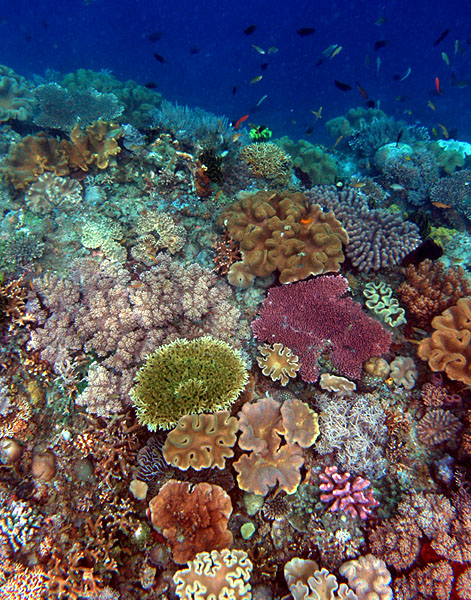
Korallenriff an der Nordküste von Osttimor mit Stein- und Lederkorallen. U.a. durch Korallenbleiche ist die hohe Biodiversität in den Riffen bedroht.

Die Generalversammlung der UNO hat am 20. Dezember 2006 das Jahr 2010 zum Internationalen Jahr der biologischen Vielfalt oder Biodiversität (IJB) erklärt. Mit der Koordinierung wurde das Sekretariat der Convention on Biodiversity CBD beauftragt.

## Hintergrund
Die Vollversammlung der Vereinten Nationen möchte mit dem IJB die Bedeutung der biologischen Vielfalt oder Biodiversität sowie die Folgen ihres Verlustes – auch für das menschliche Wohlergehen und die globale wirtschaftliche Entwicklung – stärker in das politische und öffentliche Bewusstsein rücken.

## Deutschland
Als aktueller Vorsitz des UN-Übereinkommens über die biologische Vielfalt (Convention on Biological Diversity – CBD) richtet Deutschland die weltweite Auftaktveranstaltung des Internationalen Jahres der biologischen Vielfalt aus. Am 10. Januar 2010 wurde das IJB offiziell im Rahmen einer Veranstaltung mit u. a. Bundeskanzlerin Angela Merkel, Bundesumweltminister Norbert Röttgen und dem Exekutivdirektor des UN-Umweltprogramms Achim Steiner im Museum für Naturkunde in Berlin eröffnet. 

## Schweiz
Organisationen aus Wissenschaft und Verwaltung, Nichtregierungsorganisationen, Verbände und Unternehmen, engagieren sich im Internationalen Jahr der Biodiversität für die Erhaltung und für eine Stärkung des Bewusstseins zur Bedeutung der Biodiversität und ihrer Ökosystemdienstleistungen. Koordiniert werden die Aktivitäten vom Forum Biodiversität der Akademie für Naturwissenschaften und vom Bundesamt für Umwelt BAFU.